# AV出演被害防止・救済法
性をめぐる個人の尊厳が重んぜられる社会の形成に資するために性行為映像制作物への出演に係る被害の防止を図り及び出演者の救済に資するための出演契約等に関する特則等に関する法律（せいを めぐる こじんの そんげんが おもんぜられる しゃかいの けいせいに しするために せいこうい えいぞう せいさくぶつへの しゅつえんに かかる ひがいの ぼうしを はかり および しゅつえんしゃの きゅうさいに しするための しゅつえんけいやくとうに かんする とくそくとうに かんする ほうりつ、令和4年6月22日法律第78号）は、アダルトビデオ（AV）への出演に係る被害の防止と被害者の救済に関する日本の法律である。
通称は、AV出演被害防止・救済法（エーブイしゅつえんひがいぼうし・きゅうさいほう）。略称は、AV被害救済法、AV新法など。
法令番号は令和4年法律第78号。2022年（令和4年）6月22日に公布され、同年6月23日から施行された。
主務官庁は内閣府男女共同参画局推進課とし、国内で困難女性支援法を担当する厚生労働省の社会・援護局総務課女性支援室および労働基準局労働条件政策課、売春防止法を所管する法務省人権擁護局調査救済課が警察庁生活安全局人身安全・少年課性的搾取対策官部課と警視庁生活安全部保安課の二拠点と連携して執行にあたる。

## 概要
本法は、2022年の民法改正（後述）を契機に立法された、AV被害に特化した日本で初めての法律である。AV出演者の心身や私生活について重大な被害が実際に発生していたことから、AV出演被害の防止と被害者の救済が必要として設立された。なお、内閣府はAV出演被害に関する電話相談を#8891で受け付けている。
この法律の主な内容は次の通りである。なお、この法律は年齢・性別の区別なく適用され、個人撮影AVや同人AVなどの非適正AVにも適用される。本法に対して、適正AVへの悪影響を指摘する声や、非適正AVを取り締まるための実態に則した法律改正を求める声も挙がっている。そうした様々な議論を呼びつつも「被害救済の一刻も早い実現が必要」としてひとまず施行され、成立後2年以内に見直しを行う予定である。

### 事業者の義務
- 出演契約締結時の契約書等の交付と、契約内容の説明の義務化
- 撮影時の出演者の安全を確保する義務
- 契約から1か月間の撮影の禁止
- 全ての撮影終了から4か月間の公表の禁止

### 出演者の権利
- 出演者は意に反する性行為等を拒絶することができる
- 出演者は公表前に撮影された映像を確認することができる
- 出演者は撮影時に同意していても、公表から1年間[注 1]は無条件に契約を解除することができる
- 出演者は契約がないのに公表されている場合や、契約の取消・解除をした場合は、販売や配信の停止等を請求することができる

## 構成
- 第1章 総則（第1条 - 第3条）
- 第2章 出演契約等に関する特則
  - 第1節 締結に関する特則（第4条 - 第6条）
  - 第2節 履行等に関する特則（第7条 - 第9条）
  - 第3節 無効、取消し及び解除等に関する特則（第10条 - 第14条）
  - 第4節 差止請求権（第15条）
- 第3章 特定電気通信役務提供者の損害賠償責任の制限及び発信者情報の開示に関する法律の特例（第16条）
- 第4章 相談体制の整備等（第17条 - 第19条）
- 第5章 罰則（第20条 - 第22条）
- 附則

## 設立経緯
本法設立のきっかけは、2022年4月1日に施行された民法の改正であった。改正民法では成人年齢が20歳から18歳に引き下げられたため、従前の未成年者取消権（親の同意なく結んだ契約を取り消す権利）から18歳と19歳が適用対象外となった。そのため、18歳・19歳の若者が自由な判断ができない状況でアダルトビデオ出演に関する契約を強要されるなどの被害の拡大が懸念された。AVの出演被害者の支援活動などをしていた複数のNPO法人が危機感を強め、国会議員と勉強会を開催。与野党6党からなる超党派によって議論が行われ、AV新法がスピード成立する流れとなった。

### 経過
いずれも2022年である。
- 3月23日、NPO法人ぱっぷす主催のもと、「4月1日の民法改正により、女子高生の性暴力被害が深刻となる」として「4月1日からの高校生AV出演解禁を止めてください」と題した集会が国会の衆議院第2議員室内で開催された。集会には与野党の国会議員や弁護士の伊藤和子らが参加した[20][21]。
- 3月28日、立憲民主党参議院議員の塩村文夏が、国会質問で「未成年者取消権と同等の効果のある施策を、4月1日以降も存続できるようにすべきだ」と、この問題について国会議員で最初に取り上げた[20][22]。内閣総理大臣の岸田文雄は、現行法で対応する考えを示しつつ、超党派の議論についても「政府として見守った上で、対応を考えたい」と答弁。その後、自由民主党「性暴力のない社会の実現を目指す議員連盟」会長の衆院議員上川陽子と話し合いを持ち、自民党内でも議論が始まった[23][18]。
- 3月31日、政府が緊急対策として「『アダルトビデオ』出演強要問題緊急対策パッケージ」を公表。若年層への広報や啓発の強化、法制度の運用強化のほかAV人権倫理機構の自主規制で「出演年齢を20歳以上とすること」を強く推奨する方針が定められたが、新法による対策はこの時点で盛り込まれなかった[22][24][25]。
- 4月1日の民法改正同日、立憲民主党は内閣府へアダルトビデオ出演強要問題に関する緊急要請を行った[22]。3月31日の「緊急対策パッケージ」で既存の各種法制度の下で運用強化する方針のみが示されたのを踏まえ、立憲民主党は「こうした対策の効果を注視しつつ、アダルトビデオ出演強要による被害の防止・救済のため、抜本的な制度・規制の見直し等を求めていきます」「現在の法制度では不十分である」として内閣総理大臣および内閣府特命担当大臣に対する新法制定の要望書を提出した[22]。同党からの出席者は塩村と衆院議員の森山浩行、山井和則、吉田統彦、柚木道義、岡本あき子[22]。
- 4月6日、自由民主党所属議員による「性暴力のない社会の実現を目指す議員連盟」は、会合で「アダルトビデオ（AV）出演強要問題」を論議し、関係省庁や支援団体から被害の実態や課題をヒアリングした。その中で支援団体は、18歳と19歳が成人年齢となったことで「未成年者取り消し権」の対象から外れたためにAV出演強要被害が拡大する可能性があるとして、「未成年者取消権」と同様の権利を18歳と19歳にも認めるべきだと訴えた。会合後、上川は取材に対して、「今の法律では対応できず、緊急性が高い。立法府の立場からどう対応できるのか、スピード感を持って取り組みたい」と語った。これが、自民党内から出た最初の新法制定推進意見であった[26][27]。
- 4月13日、自民・公明両党は「AV出演被害防止に関するプロジェクトチーム」の初会合を行った[28]。そこで、「(1)保護する対象者は年齢・性別を問わない、(2)問題のある出演契約はいつでも取り消せる、(3)いかなる出演契約でも撮影前や撮影後の相当期間は無条件に契約を解除できる」という具体的な対策を講じる議員立法を成立させる方針で一致した[28]。
- 4月26日、自由民主党、公明党、立憲民主党、日本維新の会、国民民主党、日本共産党の与野党6党の実務者協議で、第208回国会での法制化を目指すことで合意した[29]。与党は未成年者取り消し権の復活は困難と判断し、同様の法的効果が得られる枠組みを創設することとした[29]
- 5月13日、与野党6党は超党派の会合で法案の素案に合意した[30]。素案では撮影内容を明示した書面契約の義務化と、承諾後であっても映像の公表後1年間は無条件で契約を解除できることなどを柱とし、契約から撮影まで1か月、撮影から映像公表まで4か月の期間を設けることも盛り込んであるが、未成年者取消権の復活は見送られた[30]。
- 5月25日、衆議院内閣委員会において委員会提出案（提案者内閣委員長）とする動議が、自由民主党、立憲民主党、日本維新の会、公明党、国民民主党、衆院院内会派の有志の会により提出[31][32][7][33]され、全会一致で可決された[34]。
- 5月27日、衆議院本会議において全会一致で可決された[31]。
- 6月14日、参議院内閣委員会において全会一致で可決された[35]。
- 6月15日、参議院本会議でおいて可決され、成立した[9]。なお、参議院本会議では、NHK党に所属する浜田聡が唯一反対（不起立）であった[36][37]。NHK党は、政党要件を満たす全政党の中で唯一新法に反対した[38]。
- 6月22日、公布[7][2]。
- 6月23日、施行[7][2]。

## 賛否

### 賛成派

#### 立憲民主党
立憲民主党は最初に党として、AV新法の制定に動いた政党である。党内では参議院議員の塩村文夏が特に中心的な役割を担っており、2022年3月28日の国会質問では第101代内閣総理大臣岸田文雄に対し、「今回の民法改正により、18歳現役高校生出演アダルトビデオ（AV）が実質的に解禁されることをご存じでしょうか」」と述べ、NPO団体が作成した資料を提示しながら18 - 19歳という新民法で成人となる年齢の出演規制することを求めた。岸田首相は、塩村の新法制定要求を拒否し、現行法で対応すると答弁している。立憲民主党としても、「国会では、まず塩村議員がこの問題を質問で取り上げ、社会にも問題意識が広がっています。」と公表している。
2022年4月1日に「18歳・19歳の若者が、自由な判断ができない状況でアダルトビデオ出演に関する契約をさせられるなどしてアダルトビデオ出演を強要される被害が増加することが懸念」があるとして、立憲民主党は緊急要請を行い、塩村と森山浩行、山井和則、吉田統彦、柚木道義、岡本あき子の6人が内閣府を訪問し、要請書を渡した。政調会長の小川淳也は2022年4月7日に「一度出演を強制される被害に遭うと、生涯にわたって記録を消せないため、早急な対応が必要だと訴えており、与党側にも呼応する動きが出てきたことを歓迎したい」と述べている。
2022年5月25日の衆議院内閣委員会での本法案の審議において、いずれも立憲民主党所属の衆議院議員である堤かなめが森山浩行に対して「（AV新法より踏み込んだ）性行為を伴うAV自体の禁止について党として検討することは可能であるか」と質疑した。これに対して森山は「検討自体を妨げるものではない」と党として更なる規制を否定しない答弁した。しかし、規制強化には党内でも反対論が起こったため、立憲民主党公式サイトにて幹事長の西村智奈美の名で「あくまでも検討を妨げることはない」という解釈で、更なる規制の検討を決定した事実はないと発表した。

#### 自由民主党
2022年3月28日の参議院決算委員会における塩村の発言に対して、第27代自民党総裁でもある第101代内閣総理大臣岸田文雄は政府としての立法措置を一度は否定する答弁を行った。岸田は、民法の改正による成人年齢引き下げで18 - 19歳が「未成年者取り消し権」の対象外となることについて、現行法で対応する考えを示し、「教育、啓発の強化にしっかり取り組む」と強調した。ただ、超党派の議論についても「政府として見守った上で、対応を考えたい」と答弁。その後、「性暴力のない社会の実現を目指す議員連盟」会長で第103代法務大臣の上川陽子と話し合いを持った。
2022年3月31日に公表された政府の「『アダルトビデオ』出演強要問題緊急対策パッケージ」は、既存の各種法制度の運用強化などの内容を含むを公表し、新法による対策は盛り込まれなかった。
2022年4月7日に「性暴力の根絶を目指す自民党の議員連盟（会長:上川）」の会合が開催された。「被害者支援に取り組んでいる団体」のメンバーも会合に参加し、「未成年者取消権」を新成人となった18歳と19歳にも認めるべきだと訴えた。この会合後に、上川会長は新成人のAV出演強要被害防止について「被害者の心身に及ぶ影響は多大で長期に及ぶ。被害者にいかに寄り添うか、方策を考えていきたい」「今の法律では十分に対応しきれておらず、切実な実態が浮かび上がってきた。立法府の責任が問われている」と現行法ではなく、立法すべきだとの立場を表明した。その後に、自民党は公明党と2022年4月17日にプロジェクトチーム「AV出演被害防止に関するPT」を立ち上げた。以降、新法の概要の作成し超党派の会合を開くなどした。自民党は、自党と公明党が中心となって新法を取りまとめてきたとしている。日本共産党や支援団体などが要求していた「AVで性交等をすること自体禁止する内容（性交契約禁止）」は、自民党、立憲民主党、公明党、日本維新の会、国民民主党、有志の会が決めた法案には盛り込まれなかった。
新法制定の機運が強まったのは成人年齢引き下げに伴い、18 - 19歳が保護者の同意なく結んだ契約を取り消せる「未成年者取消権」を行使してAV出演契約を事後に取り消すことができなくなることが懸念されたものであったが、与党PTでまとめた法案は出演者の年齢にかかわらずAV制作者に書面での詳細な契約を義務づけ、違反があれば出演者が取り消せるようにすることが柱となった。与党PTの座長を務めた上川は2022年4月27日、本法の保護対象となる年齢について「18、19歳の未成年者取消権を復活する考え方は、成年年齢に一定の例外を設けることになり、立法政策の一貫性の観点から採用しない」と述べ、旧未成年者への取消権を法案へ盛り込まないことを説明した。
2022年5月20日、第60代党政調会長高市早苗は、与野党6党（自民党、立憲民主党、公明党、日本維新の会、国民民主党、有志の会）の実務者がまとめた法案について「意義は非常に大きい。できれば全会一致で成立するといい」と述べた。
2022年5月25日の衆院内閣委員会では、日本共産党が掲げた「AVを含むポルノグラフィ撮影のための性交等を一切禁止すべき」との議論（後述）について質疑がなされた。これに対して自民党は第100代法務大臣山下貴司が「本法案はAVで本来無効なものを合法化するものではなく、禁じられたものを解禁するものではない」と答弁した。

#### 公明党
公明党は2022年4月13日に自民党との「AV出演被害防止に関するPT（プロジェクトチーム）」の初会合を衆院第2議員会館で開催し、参議院議員佐々木さやかが上記プロジェクトチームの座長代理に就いている。
超党派の実務者会合で自民党、立憲民主党、日本維新の会、国民民主党、有志の会と共同法案を提出した。2022年5月25日の衆院内閣委員会でも法案に賛成し、可決された。

#### 日本共産党
日本共産党は新法よりさらに厳格に、AVを含むポルノグラフィ撮影のために男女がセックスすること自体を禁止する規定を求めてきた。中央機関紙しんぶん赤旗は「支援団体などや日本共産党はAVでの性交等を禁止する規定を求めてきた」と報道している。2022年5月25日の衆院内閣委員会で、党所属の衆院議員本村伸子は「性交を含む契約を合法化するように読めるとの声にどうこたえるか」「性交させる契約が無効になる場合がある」と法案提出者へ見解を要求している。
2022年5月26日の機関誌しんぶん赤旗において、党ジェンダー平等委員会責任者で参議院議員の倉林明子による談話を掲載し、「日本共産党は、実際の性交を禁止する項目を入れるなど、より抜本的なAV被害防止に向けて、強く主張しつつ、現に生じているAV被害の救済を図るために法案に賛成しました」としている。

#### ヒューマンライツ・ナウ
2016年にAV出演強要の被害が後を絶たない実態を報告するなど、AVをめぐる被害に長年取り組んできた国際人権NGOヒューマンライツ・ナウは、超党派で起草された本法案の国会上程を歓迎し、5月25日に早期の法案成立を求める声明を発表した。6月15日にヒューマンライツ・ナウの伊藤和子副理事長、ぱっぷすの金尻カズナ（代読）、内田絵梨、岡恵、Springの納田さおり、くるみんアロマが登壇し、法案成立・施行予定を祝う記者会見を行った。

#### AV出演被害防止・救済法の実現を求める会
本会は、AV被害など若年層の女性への性暴力・性的搾取の問題に取り組む6団体のメンバーが中心となって設立した会であり、5月15日に声明を発表した。その中で、出演に伴う被害に鑑み、法案について「被害者の尊厳や人権を守り、被害の予防や救済を実現するために必要な法律である」と評価している。
2022年5月9日、上記6団体が、AV被害の実態を踏まえ、AV事業者による人権侵害の根絶を目指した実効性のある法律の手当を求める要望書を提出した。なお、支援団体の中にはアダルトビデオの「性交」を合法化するのかとする反対意見もあるが、本会は新法案へ賛成であると強調している。
また、ヒアリングにはAV事業団体も招聘されており、自主規制の実効性の有無について支援団体との間で激しいやり取りが交わされた。その中で、AV人権倫理機構は「18歳、19歳をAV出演させることは犯罪とすべき、（AVで実際の性交を行うことを禁止するとの提案について）法律ができればそれに基づいてやる」と述べた。

### 反対派

#### 現役AV女優
AV新法では、公表後1年間は無条件で契約解除可能、契約成立1か月後撮影開始、撮影終了から公表まで4か月を義務付けたが、AV業界ではこれらに対応する過程で混乱が生じた。新法施行前から撮影の延期や中止が相次ぎ、失業や引退に追い込まれるAV女優も続出した。フリーのAV女優は同年7月に決まっていたAVの撮影が全部中止になったため、「AV新法で女優が守られるどころか仕事が無くなって現役の女優たちが苦しむ構図って誰得なん。。」と批判している。また、非適正AVへの移動という「地下化」の懸念も指摘されている。
AV女優たちの間では、「実態に即していない」「不当に仕事の機会を奪われている」として、実態に則した改正署名活動が行われている。AV女優の月島さくらは2022年7月に法案を主導した塩村文夏議員と対面した際に、現役AV女優という当事者らの意見を反映するように掛け合った際に、「何とかこの法律で頑張って」「特殊な仕事だから」「そちらの業界で話し合って」と当事者意見を無視され、日本プロダクション協会も同席した場を設けることも拒否された。しかし、記念撮影に応じたところ、塩村はSNSで「女優さんともお会いして、納得していただけました！」と虚偽の内容を投稿したと批判している。法施行後に撮影キャンセルが相次ぎ、AV女優らの収入に打撃を与えた。月島はAVをなくしたい、性事業者への差別と偏見を持った人たちが作った法律と批判している。
2024年にはAV監督の二村ヒトシを発起人にAV産業の適正化を考える会が立ち上げられ、同年2月に二村を筆頭にAV女優の星乃莉子、佐々木咲和、桜和ことこらが街頭署名活動を行った。同会は規定された撮影禁止期間（1か月）と公表禁止期間（4か月）が憲法22条の職業選択の自由に基づく「営業の自由」に反すると指摘している。2月9日に渋谷で行った署名では約200筆が集まり、3月10日まで都内や札幌市、仙台市、大阪市、福岡市などでも活動が行われた。23日には銀座で女優をはじめとする関係者でデモ行進を行った。
2025年には一般社団法人日本プロダクション協会理事の談話として、撮影契約から公表まで約6か月という時間がかかることで、売り上げが立つのも遅れ、出演料の未払いにつながるケースも増えたと述べている。

#### AV人権倫理機構など適正AV業界団体
内閣府のヒアリングに参加したAV人権倫理機構は、「重要な根幹部分について当機構の自主規制が参考にされている」と評価しつつ、「対策はあくまでも実際の被害を対象とするべきで、「AV業界」全般を「被害の温床」と見て、自主規制を守っている事業者にまで事業が立ち行かなくなるようなルールを課すことは避けていただきたいのです。それを行えば、困窮した事業者が、適正事業者の枠から脱落して、問題を起こすグループのほうに転落してしまうおそれが生じます」と述べ、規制が厳しすぎると非合法の活動を行うものが出てしまい逆効果になる危険性を表明している。
適正AV業界団体からは、新法が被害者救済に焦点を当てすぎて通常業務への配慮に欠けていることや、自ら望んで働く女優たちの職業選択の自由や経済活動の自由に対する憲法違反に当たるのではないかとの批判が示された。

#### 立法過程や違法AV現場誘導内容への批判
元経済産業省官僚の宇佐美典也は、普通は法律作成前の骨子の段階で全ての立場の関係者が会議で意見募集し、業界団体への事前説明、Q&Aを数百問作成した後に、国会質問や周知説明会という法律制定の流れを解説し、「AV新法はそういう手続き全部ふっとばしてるから中身がゴミ&ザルな上に執行に支障をきたすのは当たり前」と述べている。
新法の国会審議では、AV人権倫理機構へのヒヤリングは実施されたが、メーカーやプロダクションといった業界関係者へのヒヤリングはおこなわれなかった。フリーライターの篁五郎は、新法が現場の制作者の意見を全く反映していないのは明らかであると述べた。
Twitter上でAV女優・天使もえが「適正AVが設立された現在でも自主規制の及んでいないプロダクションやメーカーがあるなら名前を出してほしい」と質問すると、伊藤は「沢山ありますので、ご自身でお調べいただけますか。法律を作ったのは議員ですので議員にお尋ねいただけますか」と適正AV設立後の違反具体例を挙げずにたらい回しにした。中山美里は、AV業界では年間約2000人の女優がデビューしているが、2017年4月から第三者委員会が設立された5年間で出演強要であったのは2018年の1件のみであったとして、伊藤の「AV出演強要が横行」との主張は完全否定されているといって良いと述べた。一方で、身内バレ、結婚、就職などの事情で販売停止させるための方便として出演強要を主張している者が発生している。2018年2月より出演契約自体は否定しないが販売停止を求む出演者のために適正AV業界では、「取り下げ申請システム」を導入していた。過去4年間での総申請数は737件あり、無修正のような同人AVや個人撮影といった非適正AV出演、本人以外の申請などを除いた557件は販売停止されている。
天使は、コロナの影響で撮影直前の出演キャンセル発生時に、以前なら別の人に変更で済んだのが、AV新法が契約書作成後1か月間の「熟慮期間」を義務付けているため、撮影中止事態が続出していると明かしている。契約取り消しになると製作側・他の出演者には損害が出るので、取り消しの心配が少ない歴のあるベテラン女優にオファーが集中し、新人はデビューしづらくなる。
そのため、AV新法が出来た6月から丁度企画単体女優になったために直撃を受けた愛上みおはAV新法成立以降の2022年7月は仕事0本、8月は1本、9月のオファーは無しというような状況に陥ったため、2022年8月19日引退を表明した。規制法によって適正AVに出演してきた女性たちが、個人撮影、同人AV、パパ活、売春行為のオプション撮影といった違法AVに流れる可能性が指摘されている。仕事が激減したAV女優たちに、同人AVからのオファーが相次いでおり、禁酒法のように反社会的勢力を含むAVの地下化が予想されている。日本プロダクション協会は「契約から1か月間の撮影禁止」「撮影後4か月間の公表禁止」の義務をデビューから何作目以内の新人に絞るなど改正案を提示している。
ライターの宮添優によれば、新法下の適正AVでは利益が出るのが早くても期間を置いた約半年後となり、事務所などへの素性の公表も必要である。このため、本来は適正AV出演希望女性が個人情報を隠したまま撮影ができ、ギャラがすぐに出る非合法な作品に自ら進んで出る傾向が多数出てきているという。
2023年6月、新法施行から1年という節目で天使もえは「作品ごとに撮影の1ヵ月以上前に契約を結ばなければならない」というルールで起きている弊害に言及。自分の意志でその仕事を選んでいる女優が働きにくくなっていることを示し、新法について結局誰が言い出したことなのか、誰がメインで進めていたのか、政治家の誰も知らないことを問題視した。

#### AV業界に有利なAV新法に反対する緊急アクション
支援団体などは日本共産党と共にAVにおける性交等を禁止する規定（性交契約禁止）を求めてきた。そのため、2022年5月22日、新宿駅東口広場において、性交を含む契約（性交契約）の合法化を懸念して本法に反対する緊急アクションが行われた。呼びかけ人は、NPO法人ぱっぷす副理事長の北原みのりや一般社団法人Colabo代表理事の仁藤夢乃などであった。本アクションは、売春防止法に反する性交を金銭取引の対象にすることを、国家が法的に認めることへの憂慮を表明した。
仁藤夢乃は、2022年5月24日に「性交を契約上の業務として国が公認した」「AV業界や購買者目線で作られた」として、AV新法に反対表明した。以前応援していた日本共産党に対しても、この法案に賛成票を投じたことを非難した。ぱっぷす副理事長の中里見博も、AV法案について「AV被害を生む根源に撮影で実際の性行為が行われていることがある。その行為を国が合法として認めるものだ」とし、ぱっぷすとColaboによる見直しを求める要望書が与野党に提出された。
本法成立後の2022年6月24日、本アクションは声明を発表し、「性交を含む契約を合法化しない」ことが明言・明記されたことを踏まえ、表明の意義は小さくなかったと振り返った。一方で、金銭を対価とした性行為映像を合法化したことへの疑念は残るとし、「金銭を対価とした性行為をさせてはならない」との趣旨の規定を盛り込むべきであったと規制強化を訴えた。その上で、「根本的な被害防止策や被害者らへの包括的な支援の仕組み」を要求した。

### その他

#### 日本維新の会と国民民主党
日本維新の会と国民民主党は、超党派を構成する党として提案を行い、2022年5月25日の衆院内閣委員会でも法案可決に賛成した。
日本維新の会は2022年11月17日に、AV新法が適正業界に深刻な影響を与えているとして、改正案を提出した。
日本維新の会と国民民主党、教育無償化を実現する会は2024年6月14日に、改正案を衆議院に提出した。

## 適用事例
2022年12月6日、FC2コンテンツマーケットに無修正AVを投稿していた映像制作会社の男が、同年8月から10月までの作品に出演した3人の女性に7回にわたって契約書を渡していなかったとして、警視庁により逮捕された。これは同法が適用された初の事例となった。男は出演者の女性に対して、事前に無修正作品への出演依頼であると説明しておらず、女性は「（違法な無修正作品と）説明を受けていれば出演しなかった。裏切られた」と述べた。なお、今回の摘発された動画は6本であるが、男の投稿した動画は324本確認されており、少なくとも40人以上の被害者がいると捜査協力者は述べている。

2025年の日本プロダクション協会理事のインタビュー記事では、逮捕されているのは概ね適正AV→CCAV事業者（正規流通のAV事業者）ではない人たちであり、AV事業者が法を順守する一方、悪質な違法業者は増え、出演者もまた規制の緩いほうへと流れ地下化が進んでいると結ばれている。